# Gioia Sacco
Gioia Sacco (ur. 1 lutego 1988 w Priverno) – włoska wioślarka.

## Osiągnięcia
- Mistrzostwa Świata Juniorów – Brandenburg 2005 – czwórka podwójna – 4. miejsce[1].
- Mistrzostwa Świata Juniorów – Amsterdam 2006 – czwórka bez sternika – 2. miejsce[1].
- Mistrzostwa Europy – Ateny 2008 – ósemka – 4. miejsce[1].
- Mistrzostwa Świata U-23 – Račice 2009 – czwórka podwójna – 6. miejsce[1].
- Mistrzostwa Europy – Montemor-o-Velho 2010 – czwórka bez sternika – 2. miejsce[1].